# Tropaeolum cirrhipes
Tropaeolum cirrhipes är en krasseväxtart som beskrevs av William Jackson Hooker. Tropaeolum cirrhipes ingår i släktet krassar, och familjen krasseväxter. Inga underarter finns listade i Catalogue of Life.

## Bildgalleri

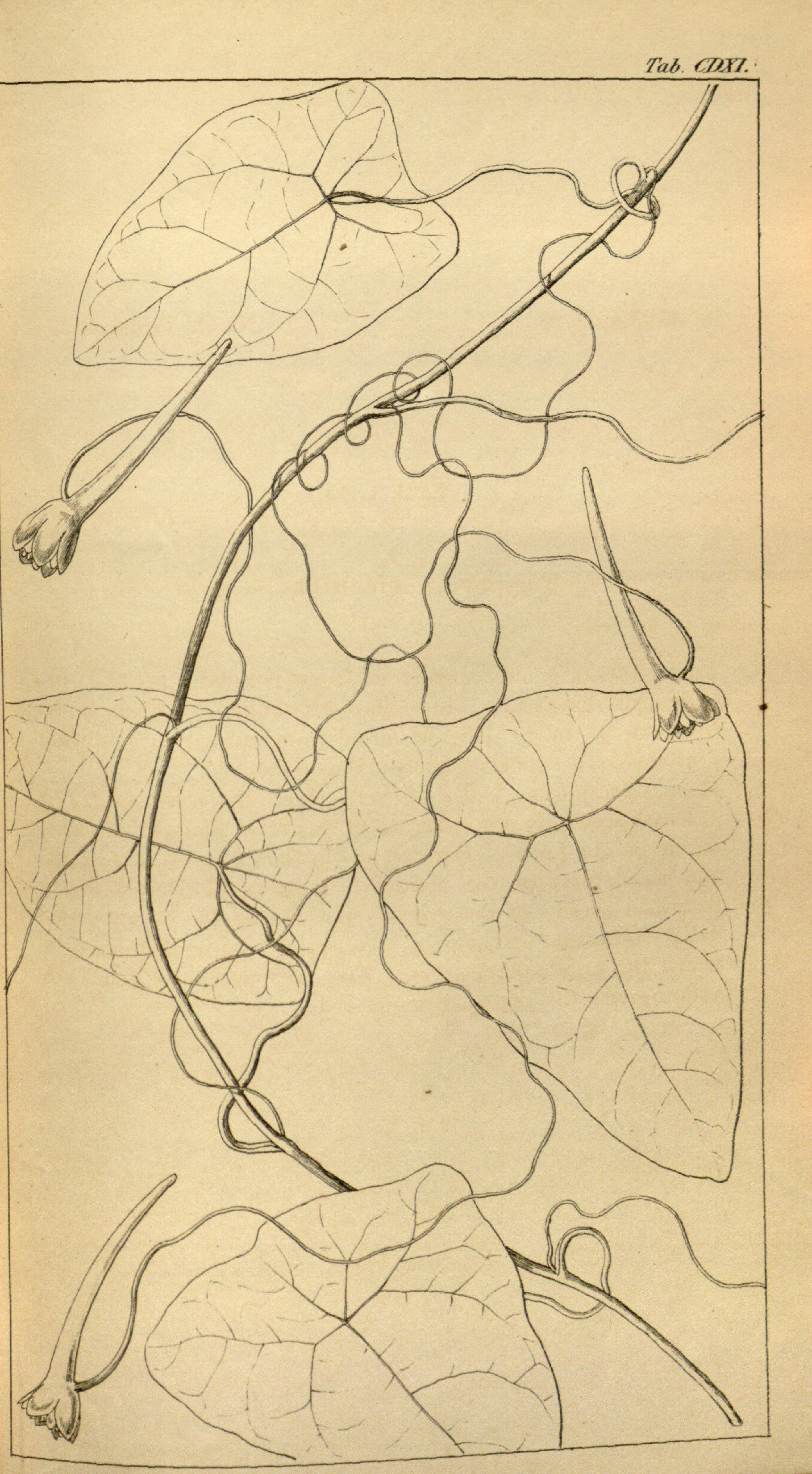